# Ernst Stadler
Ernst Richard Maria Stadler fou un destacat poeta expressionista alsacià nascut l'11 d'agost de 1883 a Colmar (Alsàcia) i mort en el front d'Ieper el 30 d'octubre de 1914.

## Biografia
Va créixer a Estrasburg. Abans de començar l'ensenyament secundari en un institut protestant es va adherir al grup "Das Jüngste Elsass" ("La Jove Alsàcia"), format per joves amb inquietuds literàries i on desenvoluparà una relació especial amb René Schickele i Otto Flake. Els seus primers assajos, articles i poemes van aparèixer en la revista del cercle, "Der Stürmer" ("L'Assaltant"). En 1906 obté el doctorat en romàniques, germàniques i literatura comparada. Una beca li permet realitzar a Oxford l'habilitació sobre la traducció de Wieland de l'obra de Shakespeare -Christoph Martin Wieland va ser el primer alemany que es va atrevir a traduir l'obra de Shakespeare a l'alemany-. El 1908-1909 s'inicia en la docència en la Universitat d'Estrasburg per a, posteriorment, obtenir un lloc en la Universitat Lliure de Brussel·les i d'allí traslladar-se a Toronto. La Primera Guerra Mundial va posar fi a la seva vida en el front de Flandes tres mesos després d'haver estat mobilitzat. Der Aufbruch (La Partida), és considerada la seva obra més important com a poeta.

## Claus de la seva obra
L'obra de Ernst Stadler és enquadrada per la crítica dintre del moviment literari que va sorgir cap a 1910 entorn de diversos cercles europeus per a extingir-se després de la Gran Guerra denominat "expressionista", l'origen de la qual cal buscar-lo en les arts plàstiques, principalment en la pintura, encara que compta amb obres mestres en el cinema, la música i l'arquitectura. Alguns seguidors d'aquest corrent van morir de forma prematura, com Georg Trakl, qui es va suïcidar, Heym o el mateix Stadler; altres escriptors de major fama com Franz Kafka, Bertolt Brecht, Gottfried Benn o Franz Werfel van superar els seus postulats, de tal manera que el moviment va gaudir d'una breu existència.
L'expressionisme sorgeix com una reacció d'afirmació de l'individu davant el món modern, la complexitat del qual i evolució considera una amenaça per a l'home. El jo, les seves necessitats expressives, la seva irracionalitat, la seva bogeria no poques vegades, en suma, l'interior de l'artista o del poeta amb tota la seva força reclamen un llenguatge sense limitacions ni lligaments, trenquen amb tota convenció estètica anterior i busquen "la lletgessa", el morbós o l'impúdic, desbordant energia i passió com a "prova" d'aquest jo alliberat de tota lligament. El breu, la captació de l'impuls, la fantasia efímera o el pensament fugaç dominaran aquest estil. L'artista o el poeta no són una tibant corda que vibra hipersensible davant el menor frec de l'entorn, com en l'art impressionista, sinó que, invertint el sentit de les forces que animen la creació, serà l'entorn el que ha de sofrir, segons els seus principis, una sacsejada després de l'acció de l'escriptor expressionista, qui usarà de la paraula per a donar regna solta al seu interior i transformar el món que viu.
Evidentment, la poesia es va adaptar millor a aquests objectius que la narrativa. L'expressionisme literari es va anar gestant a partir de diferents nuclis: en 1910 a Berlín tenim les revistes "Der Sturm" ("La Tempesta") i "Die Aktion", a Múnic "Das Neue Pathos" i "Die Revolution", "Weisse Blätter", publicada per René Schickéle, l'amic de Stadler, en Zúric, era portaveu del sentiment pacifista, "Die Fackel" ("La Torxa"), on va escriure el crític vienès Karl Krauss i en Praga el moviment es va agrupar al voltant de Max Brod -el crític literari a qui hem d'agrair la publicació pòstuma de l'obra de Franz Kafka- i el novel·lista Franz Werfel. Si l'ocupació del terme "expressionisme literari" i la seva delimitació deslliguen no poques vegades la controvèrsia i el desacord, la decadència d'aquest estil suscita no menors interrogants, tals com la pregunta sobre les seves possibles hereus.
Hom pot assenyalar la idea que l'expressionisme ha estat relacionat amb moviments posteriors com la "Neue Sachlichkeit" ("Nova Objectivitat"), Dadaisme i Surrealisme, al que li uneix aquest esforç per expressar tota la intensitat del món interior, incloent el seu component oníric o patològic. En Stadler van influir en autors com Hugo von Hofmannstahl, Francis Jammes, a qui va traduir, Charles Péguy, el neoromanticisme, el poeta nord-americà Walt Whitman o Stefan George. Aquest poeta i assagista forma juntament amb Georg Trakl i Georg Heym el tercet d'escriptors alemanys exclusivament expressionistes que van desenvolupar tota la seva obra dintre d'aquest estil i van morir en 1914 abans que acabés. Els seus poemes adopten l'estructura de vers lliure, poc freqüent llavors.